# Teavana
Teavana era un'azienda americana di tè, che in precedenza aveva sedi negli Stati Uniti, Canada, Messico, Porto Rico e Medio Oriente. Il 31 dicembre 2012, Starbucks ha acquisito Teavana in un accordo con un valore stimato di $ 620 milioni. Il 27 luglio 2017, Starbucks ha annunciato che avrebbe chiuso tutti i 379 negozi Teavana entro il 2018. Tuttavia, una varietà molto limitata di prodotti Teavana continua a essere venduta da Starbucks.

## Storia

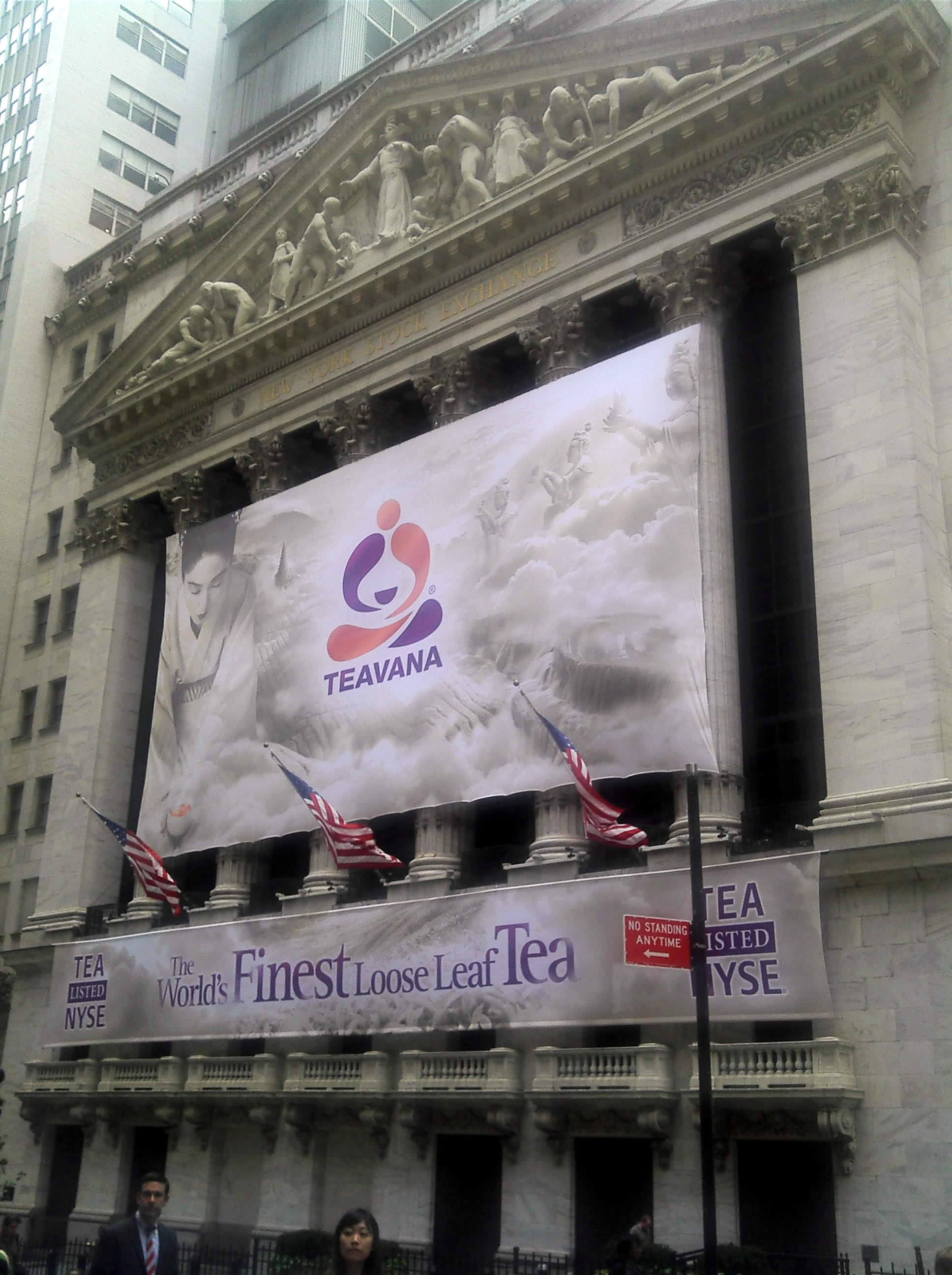
La Borsa di New York il 28 luglio 2011, quando Teavana ha avuto la sua IPO, che ha raccolto circa $ 121 milioni.

Il brand Teavana è stato avviato ad Atlanta, Georgia nel 1997, con l'apertura di una casa da tè a Phipps Plaza. Teavana è stata fondata da Andrew T. Mack e sua moglie, che hanno investito i risparmi di una vita nell'attività. La loro idea è stata ispirata dopo un road trip, notando le esperienze degli americani gravitassero intorno solamente a vini e caffè pregiati negli Stati Uniti.
Alla fine del 2012, Starbucks ha dichiarato che avrebbe pagato $ 620 milioni in contanti per acquistare la società. Tre azioni legali collettive sono state avviate dagli azionisti di Teavana riguardo all'acquisizione di Starbucks; questi sono stati regolati il 14 dicembre 2012 (previa approvazione del tribunale). L'acquisizione di Teavana da parte di Starbucks è stata formalmente chiusa il 31 dicembre 2012. Il 27 luglio 2017, Starbucks ha annunciato che avrebbe chiuso tutti i 379 negozi Teavana entro il 2018, in parte a causa delle sottoperformance. Tuttavia, nel 2017, Simon Malls ha citato in giudizio Starbucks per le chiusure di Teavana.

## Prodotti
Il brand Teavana offre ad oggi solo due tipi di prodotti a base di tè, in seguito al ridimensionamento: bustine per tè caldo e tè freddo preconfezionato. Le loro bevande possono essere trovate nella maggior parte delle sedi Starbucks, così come in molti supermercati e negozi dove viene venduto il tè.
Teavana ha offerto in precedenza tè sfusi e infusi di erbe premium, con categorie di tè come: tè bianco, nero, verde, aromatizzato e profumato, bianco "fiorito", nero, nero aromatizzato e profumato, oolong e tè pu-erh, insieme a rooibos, erbe, tè verde matcha biologico, tè ai fiori e infusi di Yerba Maté. I negozi al dettaglio Teavana avevano precedentemente offerto varie miscele di ogni tipo di tè e promosso costantemente miscele incrociate di diversi tipologie. I tè erano offerti in diversi formati, come tè sfuso, barattoli di tè pre-riempiti e bustine di tè, o preparati come bevanda da asporto.
Oltre al tè sfuso di alta qualità, Teavana vendeva articoli da tè, tra cui teiere Tetsubin in ghisa, teiere Bone China, teiere e tazze in porcellana giapponese, bollitori da fornello, bollitori elettrici, cappuccinatori e macchine per il tè automatiche (prodotte dalla società australiana Breville), Distributori di acqua calda giapponesi e tè elettrici (prodotti da Zojirushi), misurini per tè, infusi di tè e prodotti per macerare come Teavana® Perfectea Maker, e tazze per infusori di tè. Teavana vendeva anche zucchero di roccia completamente naturale (zucchero di barbabietola non OGM) proveniente dal Belgio.

## I negozi

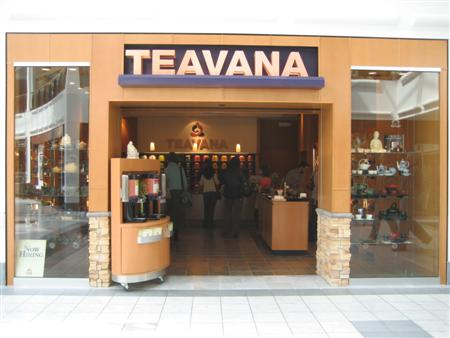
Teavana a Nashville, nel Tennessee.

I negozi al dettaglio di specialità Teavana erano solitamente situati in centri commerciali di lusso e progettati per essere "in parte bar da tè, in parte emporio del tè". I singoli infusi di tè in "tazze da asporto" venivano venduti e i punti vendita offrivano campioni gratuiti di varie miscele e varietà di tè alla porta d'ingresso e all'interno del negozio. C'erano oltre 100 tè sfusi disponibili sul Tea Wall da provare. Nei negozi erano disponibili anche accessori per bere il tè, come tazze e pentole.
Il 27 luglio 2017 la casa madre della società, Starbucks, ha annunciato la chiusura completa di tutti i 379 punti vendita Teavana, da completare entro il secondo trimestre del 2018. Simon Property Group, uno dei più grandi operatori di centri commerciali statunitensi, ha chiesto a Starbucks di continuare a gestire i negozi Teavana situati nei suoi centri commerciali, sostenendo in parte che la loro chiusura avrebbe ridotto il traffico ai negozi circostanti e nel dicembre 2017 un giudice si è pronunciato a favore di Simon. Il 15 settembre 2017 Cadillac Fairview ha citato in giudizio Starbucks per le chiusure di Teavana in Canada.
Tuttavia, il 18 gennaio 2018, Simon e Starbucks hanno raggiunto un accordo che avrebbe chiuso i restanti 77 negozi Teavana nei centri commerciali Simon, ponendo fine all'esistenza del negozio di tè come vetrine indipendenti dopo quasi 21 anni di attività.